# Angers Sporting Club de l'Ouest 1980-1981
Questa voce raccoglie le informazioni riguardanti l'Angers Sporting Club de l'Ouest nelle competizioni ufficiali della stagione 1980-1981.

## Maglie e sponsor
Lo sponsor tecnico per la stagione 1980-1981 è Adidas, mentre lo sponsor ufficiali è Global Meubles Morin per il campionato. In alcune occasioni vengono indossati dei calzettoni di colore rosso.
| Manica sinistra · Manica sinistra · Maglietta · Maglietta · Manica destra · Manica destra · Pantaloncini · Calzettoni · Calzettoni | Manica sinistra · Manica sinistra · Maglietta · Maglietta · Manica destra · Manica destra · Pantaloncini · Calzettoni · Calzettoni |

## Rosa
| N. |                    | Ruolo | Calciatore           |
| -- | ------------------ | ----- | -------------------- |
|    | Francia (bandiera) | P     | Patrick Chaslerie    |
|    | Francia (bandiera) | P     | Pascal Janin         |
|    | Francia (bandiera) | D     | Jean-Pierre Avrillon |
|    | Francia (bandiera) | D     | Jean-Pierre Bosser   |
|    | Francia (bandiera) | D     | Christian Camlann    |
|    | Francia (bandiera) | D     | Luc Debruyne         |
|    | Francia (bandiera) | D     | Christian Felci      |
|    | Francia (bandiera) | D     | Didier Ollé-Nicolle  |
|    | Francia (bandiera) | D     | Laurent Piniarski    |
|    | Polonia (bandiera) | D     | Eugeniusz Wiencierz  |
|    | Francia (bandiera) | C     | Roger Baltimore      |
|    | Algeria (bandiera) | D     | Farès Bousdira       |

| N. |                           | Ruolo | Calciatore          |
| -- | ------------------------- | ----- | ------------------- |
|    | Francia (bandiera)        | C     | Christian Cappadona |
|    | Costa d'Avorio (bandiera) | C     | Boris Diecket       |
|    | Francia (bandiera)        | C     | Didier Heyman       |
|    | Francia (bandiera)        | C     | Rabah Iddir         |
|    | Francia (bandiera)        | C     | Alain Larvaron      |
|    | Francia (bandiera)        | C     | Patrice Lecornu     |
|    | Francia (bandiera)        | C     | Jacques Petiteau    |
|    | Francia (bandiera)        | A     | Michel Audrain      |
|    | Francia (bandiera)        | A     | Marc Berdoll        |
|    | Francia (bandiera)        | A     | Jacky Charrier      |
|    | Francia (bandiera)        | A     | Patrick Gonfalone   |
|    | Francia (bandiera)        | A     | Didier Monczuck     |